# Dzitwa (przystanek kolejowy)
Dzitwa (biał. Дзітва, ros. Дитва) – przystanek kolejowy w pomiędzy miejscowościami Dorże i Drozdowo, w rejonie lidzkim, w obwodzie grodzieńskim, na Białorusi. Leży na linii Równe – Baranowicze – Wilno. Nazwa pochodzi od pobliskiej rzeki Dzitwy.